# Alexi Grewal
Alexi Grewal (Aspen, 8 september 1960) is een voormalig Amerikaans wielrenner en olympisch kampioen. Grewal was prof van 1985 tot 1993.
Grewal kende zijn grootste succes toen hij op de Zomerspelen van 1984 in Los Angeles voor eigen publiek de olympische titel won.

## Doping
Alexi Grewal werd tweemaal gepakt wegens doping. De eerste keer werd hij bij een dopingtest in 1984 positief getest op het middel Phenylethylamin. Hij kreeg een schorsing van 30 dagen opgelegd. Bij de West Verginian Mountain Classic in 1992 werd bij hem Opium aangetroffen. Hij kreeg een schorsing van drie maanden en een geldboete van 500 dollar.
In 2009 bekende hij tijdens zijn sportieve loopbaan anabole steroïden gebruikt te hebben.

## Belangrijkste overwinningen
1982
- Eindklassement Cascade Cycling Classic

1983
- 10e etappe Ronde van de Toekomst

1984
- Gouden medaille op de Olympische wegwedstrijd op de Olympische Spelen

1986
- 12e etappe Ronde van de Toekomst

1988
Eindklassement Redlands Bicycle Classic
1992
- 10e etappe Tour DuPont

## Resultaten in voornaamste wedstrijden
| Jaar | Ronde van Italië | Ronde van Frankrijk | Ronde van Spanje |
| ---- | ---------------- | ------------------- | ---------------- |
| 1985 |                  |                     | opgave           |
| 1986 |                  | opgave              |                  |
| 1987 |                  |                     |                  |

| Jaar | Luik-Bast.‑Luik |
| ---- | --------------- |
| 1985 |                 |
| 1986 |                 |
| 1987 | 102e            |